# Subrata Pal
Subrata Pal (bengaleză সুব্রত পাল) (n. 24 noiembrie 1986), cunoscut și ca Subrata Paul, este un fotbalist indian care în prezent joacă pentru Salgaocar SC Goa, pe postul de portar.

## Meciuri la națională
| Echipă | An    | Meciuri |
| ------ | ----- | ------- |
| India  | 2007  | 7       |
| India  | 2008  | 12      |
| India  | 2009  | 6       |
| India  | 2010  | 9       |
| India  | 2011  | 10      |
| India  | 2012  | 4       |
| India  | 2013  | 8       |
| India  | 2014  | 2       |
| India  | 2015  | 4       |
| India  | Total | 62      |

## Legături externe
- Subrata Pal pe site-ul FIFA (arhivat)